# 日本売ります
『日本売ります』（にっぽんうります）は、小松左京のSF短編小説。
初出は『週刊サンケイ』1964年4月6日号。1965年に早川書房（ハヤカワ・SF・シリーズ）から発行された同題の短編集に収録。1999年に角川春樹事務所（ハルキ文庫）からも同題の短編集が発行されている（ハルキ文庫版はハヤカワ・SF・シリーズ版の再刊ではなく、表題作が同じだけで収録作品は異なっている）。他に『地球になった男』（新潮文庫、1971年）、『小松左京全集 完全版 12』（城西国際大学出版会、2007年）等に収録。

## あらすじ
ある日、日本の国土を構成する約2000の島々が、その上の住民ごと忽然と地球上から消滅した。残された世界の人々がどれだけ調査を重ねても原因がわかることはなかった。
それから30年後。かつて日本列島があった海の上を1隻の船が運行していた。その船上にて、駒木咲夫と名乗る一人の日本人船員が、乗り合わせた乗客の一人に、「私が日本を売りとばしたいきさつを、おききになりませんか？」と語り始める。
30年前、下級船員でペテン師だった駒木は、マルセーユの安酒場で、金持ちらしい、カエルのような奇妙な小男に出会った。「どこか島を買いたい」という男に、彼は手付金をだまし取ってやろうと、「日本そのものを買いませんか？」と持ちかける。話を本気にした男は、駒木を代理人契約書にサインさせる。ペテンをしかけるつもりだった駒木は、気がつけば男の言いなりになるがまま、日本列島の不動産買い占めに奔走する羽目になる。そして日本列島の土地という土地は、巧妙な手段で、誰にも気づかれぬまま男の所有になっていく。

## 登場人物
駒木 咲夫（こまき さきお）
本作の主人公で語り手。日本人船員。語学の達人で、「ホラとペテンの天才」を自認している。通称「ペテン師のコマ」。
男
駒木がマルセーユの安酒場で出会った、皮膚の青黒い、とんがった耳と大きな目玉をした小男。駒木は「カエル野郎」と形容している。金のかかった服装をしているが、身体に合っていない。国籍はリヒテンシュタインだが、生まれはもっと遠い国だという。

## 短編集「日本売ります」

### ハルキ文庫版
発行：角川春樹事務所、1999年2月18日第1刷 ISBN 4-89456-493-9
掲載作品（掲載順）
- 日本売ります
- 紙か髪か
- ダブル三角
- 機械の花嫁
- 宗国屋敷
- 墓標かえりぬ
- 三界の首枷
- 女か怪物か（おんなかベムか）
- 四次元トイレ
- 四次元ラッキョウ
- 四次元オ　　コ
- 蜘蛛の糸
- 仁科氏の装置
- コップ一杯の戦争
- サラリーマンは気楽な稼業……
- 模型の時代
- ぬすまれた味
- 地球になった男
- カマガサキ二〇一三年
- フラフラ国始末記
- サマジイ革命
- 本邦東西朝縁起覚書
  - 解説：日下三蔵

### ハヤカワ・SF・シリーズ版
発行：早川書房、1965年
掲載作品（掲載順）
- 物体O（オー）
- 哲学者の小径（フィロソファーズ・レーン）
- 召集令状
- 新趣向
- ぬすまれた味
- 四次元トイレ
- 忘れられた土地
- 正午いっせいに
- 仁科氏の装置
- 適応
- SOS印の特製ワイン
- 日本売ります
- 海底油田
- わびしい時は立体テレビ
- 愚行の輪
- ホムンよ故郷を見よ